# 第九届中国电影导演协会2017年度奖
第九届中国电影导演协会2017年度奖是中国电影导演协会对2017年中国电影给予的表彰，于2018年2月27日公布初评入围名单，3月22日在北京举行提名晚宴，公布提名名单，4月21日在北京举行颁奖典礼，于4月22日晚22点在东方卫视播出。

## 表彰内容
评委会奖
- 年度导演
- 年度影片
- 年度男演员
- 年度女演员
- 年度青年导演
- 年度编剧
- 评委会特别奖（颁发给音乐、摄影指导、美术指导、剪辑、音响设计、特效设计及在年度有特殊贡献的工作人员）

执委会表彰
- 杰出贡献导演
- 年度港台导演

参评资格

## 评委会
初评委员会
陆川（主席）、刘杰、刘仪伟、滕华涛、肖央
终评委员会
张艺谋（主席）、张建亚、李少红、杨凤良、尹力、章明、陆川、赵薇、程耳

## 入围名单
按电影上映时间排序

| 年度导演 1. 韩寒 《乘风破浪》 2. 李雨禾 《提着心吊着胆》 3. 范俭 《摇摇晃晃的人间》 4. 不思凡《大护法》 5. 王冉 《闪光少女》 6. 吴京 《战狼2》 7. 张杨 《皮绳上的魂》 8. 李晨 《空天猎》 9. 大鹏 《缝纫机乐队》 10. 宋阳、张吃鱼 《羞羞的铁拳》 11. 赵汉唐 《七十七天》 12. 董越 《暴雪将至》 13. 梅峰 《不成问题的问题》 14. 文晏 《嘉年华》 15. 周子阳 《老兽》 16. 冯小刚 《芳华》 17. 陈凯歌 《妖猫传》 18. 田羽生 《前任3 ：再见前任》 | 年度影片 1. 《乘风破浪》 2. 《嫌疑人X的献身》 3. 《喜欢你》 4. 《提着心吊着胆》 5. 《29+1》 6. 《摇摇晃晃的人间》 7. 《明月几时有》 8. 《大护法》 9. 《闪光少女》 10. 《建军大业》 11. 《战狼2》 12. 《皮绳上的魂》 13. 《空天猎》 14. 《缝纫机乐队》 15. 《英伦对决》 16. 《羞羞的铁拳》 17. 《相爱相亲》 18. 《七十七天》 19. 《暴雪将至》 20. 《不成问题的问题》 21. 《嘉年华》 22. 《老兽》 23. 《芳华》 24. 《妖猫传》 25. 《前任3 ：再见前任》 | 年度男演员 1. 邓超 饰 徐太浪 《乘风破浪》 2. 彭于晏 饰 徐正太 《乘风破浪》 3. 张鲁一 饰 石泓 《嫌疑人X的献身》 4. 陈玺旭 饰 杨百万 《提着心吊着胆》 5. 吴京 饰 冷锋 《战狼2》 6. 成龙 饰 关玉明 《英伦对决》 7. 田壮壮 饰 尹孝平 《相爱相亲》 8. 段奕宏 饰 余国伟 《暴雪将至》 9. 范伟 饰 丁务源 《不成问题的问题》 10. 涂们 饰 老杨 《老兽》 11. 黄轩 饰 刘峰 《芳华》 年度女演员 1. 赵丽颖 饰 小花 《乘风破浪》 2. 周冬雨 饰 顾胜男 《喜欢你》 3. 周秀娜 饰 林若君 《29+1》 4. 周迅 饰 方兰 《明月几时有》 5. 徐璐 饰 陈惊 《闪光少女》 6. 张艾嘉 饰 岳慧英 《相爱相亲》 7. 江一燕 饰 蓝天 《七十七天》 8. 殷桃 饰 明霞 《不成问题的问题》 9. 文淇 饰 小米 《嘉年华》 10. 钟楚曦 饰 萧穗子 《芳华》 | 年度青年导演 1. 韩寒 《乘风破浪》 2. 李雨禾 《提着心吊着胆》 3. 王冉 《闪光少女》 4. 大鹏 《缝纫机乐队》 5. 宋阳、张吃鱼《羞羞的铁拳》 6. 周子阳 《老兽》 7. 田羽生 《前任3 ：再见前任》 年度编剧 1. 许伊萌、李媛《喜欢你》 2. 李雨禾 《提着心吊着胆》 3. 不思凡《大护法》 4. 鲍鲸鲸 《闪光少女》 5. 游晓颖 《相爱相亲》 6. 董越 《暴雪将至》 7. 梅峰、黄石《不成问题的问题》 8. 文晏 《嘉年华》 9. 周子阳 《老兽》 10. 田羽生、常佳、胡嘉豪、马镜淇《前任3 ：再见前任》 |

## 提名及表彰名单
为最终表彰获得者
| 表彰项目             | 姓名           | 电影                      | 揭晓/颁奖嘉宾                    |
| -------------------- | -------------- | ------------------------- | -------------------------------- |
| 年度导演             | 冯小刚         | 《芳华》                  | 周迅、龚宇/程耳                  |
| 年度导演             | 陈凯歌         | 《妖猫传》                | 周迅、龚宇/程耳                  |
| 年度导演             | 吴京           | 《战狼2》                 | 周迅、龚宇/程耳                  |
| 年度导演             | 文晏           | 《嘉年华》                | 周迅、龚宇/程耳                  |
| 年度导演             | 张杨           | 《皮绳上的魂》            | 周迅、龚宇/程耳                  |
| 年度电影             | -              | 《芳华》                  | 王中磊、孙玮/王磊卿              |
| 年度电影             | -              | 《战狼2》                 | 王中磊、孙玮/王磊卿              |
| 年度电影             | -              | 《嘉年华》                | 王中磊、孙玮/王磊卿              |
| 年度电影             | -              | 《妖猫传》                | 王中磊、孙玮/王磊卿              |
| 年度电影             | -              | 《皮绳上的魂》            | 王中磊、孙玮/王磊卿              |
| 年度男演员           | 黄轩           | 刘峰 《芳华》             | 曾茂军、张一白/黄健新            |
| 年度男演员           | 段奕宏         | 余国伟 《暴雪将至》       | 曾茂军、张一白/黄健新            |
| 年度男演员           | 田壮壮         | 尹孝平 《相爱相亲》       | 曾茂军、张一白/黄健新            |
| 年度男演员           | 涂们           | 老杨 《老兽》             | 曾茂军、张一白/黄健新            |
| 年度男演员           | 范伟           | 丁务源 《不成问题的问题》 | 曾茂军、张一白/黄健新            |
| 年度女演员           | 张艾嘉         | 岳慧英 《相爱相亲》       | 王景春、王长田/苗晓天            |
| 年度女演员           | 周冬雨         | 顾胜男 《喜欢你》         | 王景春、王长田/苗晓天            |
| 年度女演员           | 周迅           | 方兰 《明月几时有》       | 王景春、王长田/苗晓天            |
| 年度女演员           | 钟楚曦         | 萧穗子 《芳华》           | 王景春、王长田/苗晓天            |
| 年度女演员           | 文淇           | 小米 《嘉年华》           | 王景春、王长田/苗晓天            |
| 年度青年导演         | 周子阳         | 《老兽》                  | 李捷、梁静/刘燕铭                |
| 年度青年导演         | 韩寒           | 《乘风破浪》              | 李捷、梁静/刘燕铭                |
| 年度青年导演         | 田羽生         | 《前任3 ：再见前任》      | 李捷、梁静/刘燕铭                |
| 年度青年导演         | 王一淳         | 《黑处有什么》            | 李捷、梁静/刘燕铭                |
| 年度青年导演         | 大鹏           | 《缝纫机乐队》            | 李捷、梁静/刘燕铭                |
| 年度青年导演         | 王冉           | 《闪光少女》              | 李捷、梁静/刘燕铭                |
| 年度编剧             | 梅峰、黄石     | 《不成问题的问题》        | 张铁林、李玉/康利                |
| 年度编剧             | 文晏           | 《嘉年华》                |                                  |
| 年度编剧             | 董越           | 《暴雪将至》              |                                  |
| 年度编剧             | 周子阳         | 《老兽》                  |                                  |
| 年度编剧             | 游晓颖         | 《相爱相亲》              |                                  |
| 年度港台导演         | 张艾嘉         | 《相爱相亲》              | 刘伟强、樊路远/张昭              |
| 年度杰出贡献导演表彰 | 韩三平         | -                         | 冯小刚、张国立、赵薇、陆川、于冬 |
| 评委会特别表彰       | 郑大圣         | 《村戏》                  | 杨凤良、章明/张宝全              |
| 评委会特别表彰       | 中国电影第五代 | -                         | 李雪健、刘恒/谢飞等              |

## 其它
本次评委会对第五代电影人进行特别表彰，“在20世纪承上启下的历史节点，第五代电影人从题材和样式到主题和意义，从电影的造型语言、叙事构成直到美学本体，全方位地将中国电影带入现代，并走向世界。
本次颁奖典礼同时产生第三届青青葱五强名单：高临阳《团圆》，梁鸣《对岸是否艳阳》，毛泽翔（团队）《野马》，王猛《春心荡漾》，姚文逸《野摩托》，将会获得国家电影局颁发的一百万扶持金。